# Магкеев, Станислав Альбертович
Станислав Альбертович Магкеев (осет. Магкеты Станислав; род. 27 марта 1999, Владикавказ) — российский футболист, защитник «Факела».

## Клубная карьера
Родился во Владикавказе, в детстве занимался тхэквондо, в семь лет решил переключиться на футбол. С 2014 года в структурах «Локомотива» — в академии клуба играл в опорной зоне, после перевода в молодёжную команду был переведён на позицию защитника. В сезоне 2018/19 играл за молодёжный состав команды в Юношеской лиге УЕФА и за фарм-клуб «Локомотива» — «Казанку».
Дебютировал за основной состав команды 26 мая 2019 года в матче 30-го тура чемпионата России против «Уфы», выйдя на замену на 90-й минуте вместо Фёдора Смолова. 9 августа 2020 года продлил контракт на четыре года. По итогам 2020 года Магкеев стал номинантом премии «Первая пятёрка», вручаемой ежегодно с 2002 года лучшему молодому игроку российского футбола. 27 сентября 2021 года получил разрыв передней крестообразной связки правого колена во время матча с «Химками» и выбыл на длительный срок. 29 мая 2024 года «Локомотив» объявил об уходе Магкеева из клуба.
21 июня 2024 года подписал контракт с нижегородским «Пари НН» по схеме «1+1». Дебютировал за клуб 27 июля 2024 года в домашнем матче второго тура чемпионата России против московского ЦСКА, выйдя в основном составе, но был заменён на 39-й минуте матча. 19 июня 2025 года покинул клуб после окончания контракта.
18 июля 2025 года заключил контракт с «Факелом» до конца сезона 2025/26.

## Благотворительность
Магкеев, по словам друзей футболиста, регулярно жертвует деньги на благотворительность. В ноябре 2020 Магкеев подключился к сбору средств, проводимому благотворительным детским фондом, на протезы ног для шестилетнего мальчика Ильи и добавил недостающую сумму в несколько миллионов рублей.

## Достижения
«Локомотив» (Москва)
- Серебряный призёр чемпионата России: 2019/20
- Бронзовый призёр чемпионата России: 2020/21
- Обладатель Кубка России: 2020/21
- Обладатель Суперкубка России: 2019